# Krzyki (Wrocław)
Pour les articles homonymes, voir Krzyki.
Krzyki est le nom du quartier sud de la ville de Wrocław en Pologne. Le nom du quartier est dérivé de celui de l'arrondissement de Krzyki. De 1743 à 1845 ce village des environs de Wrocław porta le nom allemand de Kritern, ensuite jusqu'en 1945 Krietern, ce qui après la Seconde Guerre mondiale fut transformé en Krzyki. Le village fut intégré à la ville de Wrocław en 1928.
Les frontières actuelles du quartier sont à l'ouest et au sud Oporów, Klecina et Partynice, au nord et à l'est Grabiszynek et Borek.
Le quartier comprend entre autres, le complexe sportif Śląsk Wrocław (une piscine couverte et un stade de sport) ainsi que l'agence pour la protection des animaux de Wrocław.

## Ancien observatoire
Durant la période de 1909 à 1945 dans l'un des bâtiments à l'angle de la rue Skarbowców et Wietrzna se trouvait un observatoire météorologique et sismique (Meteorologisches Observatorium Breslau-Krietern et Erdbebenwarte Breslau-Krietern) fondé par Max von dem Borne et propriété de l'école polytechnique de Wrocław (Technische Hochschule Breslau). Furent installés à une profondeur de 3 mètres sous la surface de la terre, deux sismographes de Wiechert: l'un vertical avec un balancier de 1 450 kg et l'autre horizontal avec un balancier d'une tonne.
Durant les années 1928-1929 l'observatoire fut déplacé en raison des travaux de rénovation à Liebichshohe (aujourd'hui Wzgórze Partyzantów). Durant le siège de la ville (Festung Breslau) en 1945, le bâtiment fut complètement détruit par les bombardements. L'appareillage sismographique a lui été mis hors de danger, et en 1945 les professeurs Stenza et Olczaka l'ont extrait des ruines et transféré vers la station sismographique de Raciborz, où il fut scrupuleusement rénové. En 1959 il fut à nouveau transféré vers la station de Chorzów (il s'y trouve encore aujourd'hui), et il y fut utilisé jusqu'en 1984. Les ruines de l'observatoire de Krzyki, laissées sans soins, fut encore visible jusque dans les années 1970, quand, pour ne pas risquer qu'elles s'effondrent sur un passant, elles furent rasées et ses caves comblées.